# De Graanhalm (Burgh-Haamstede)
De Graanhalm is een molen uit 1847 in Burgh-Haamstede in de Nederlandse gemeente Schouwen-Duiveland. De molen is beter bekend als de Pannekoekenmolen, vernoemd naar het pannekoekenhuis wat sinds 1978 geopend is. Nadat in 2003 een zaagraam werd aangebracht is de molen een gecombineerde koren- en zaagmolen. In het bij de molen gelegen Pannenkoekenhuis wordt het in de molen gemalen meel verwerkt in pannenkoeken. Het meel wordt ook verkocht in de molenwinkel die is aangebouwd.
De molen is in 1847 gesticht door Adriaan Gast. In 1871 kocht Lieven Stoffel Gast de molen. De huidige eigenaar is de familie Landegent, die de molen sinds 1974 beheert. In december 2012 is op de binnenroede Ten Have-kleppen aangebracht.
In De Graanhalm, die tegen betaling kan worden bezocht, is een expositie over de molen. Er bevinden zich twee koppels stenen die op windkracht draaien en een derde koppel dat elektrisch wordt aangedreven. Buiten staat een draaimolentje dat op windkracht vanuit de molen wordt aangedreven. Bij de molen is ook een speeltuin aangelegd.

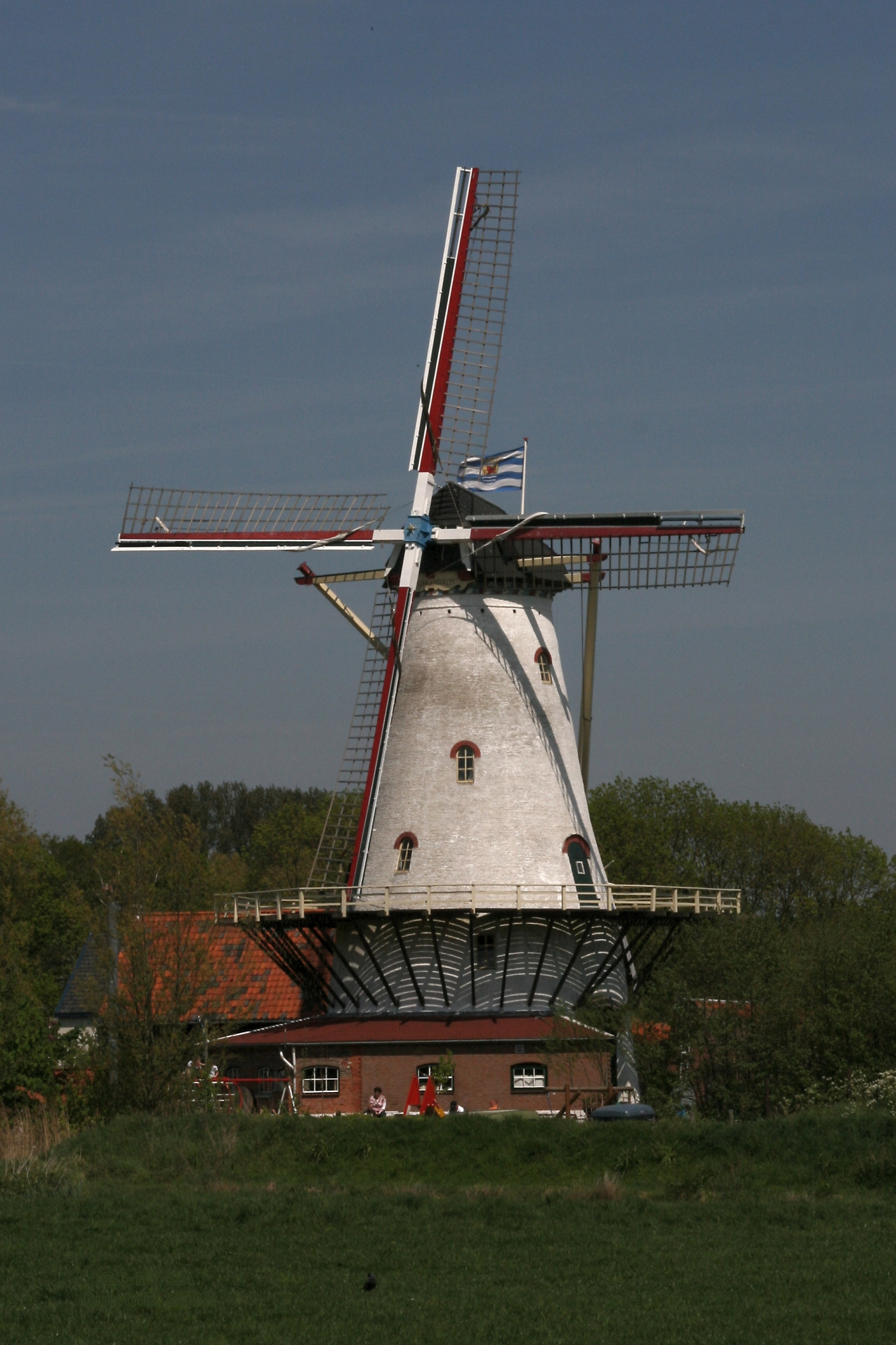
De Graanhalm
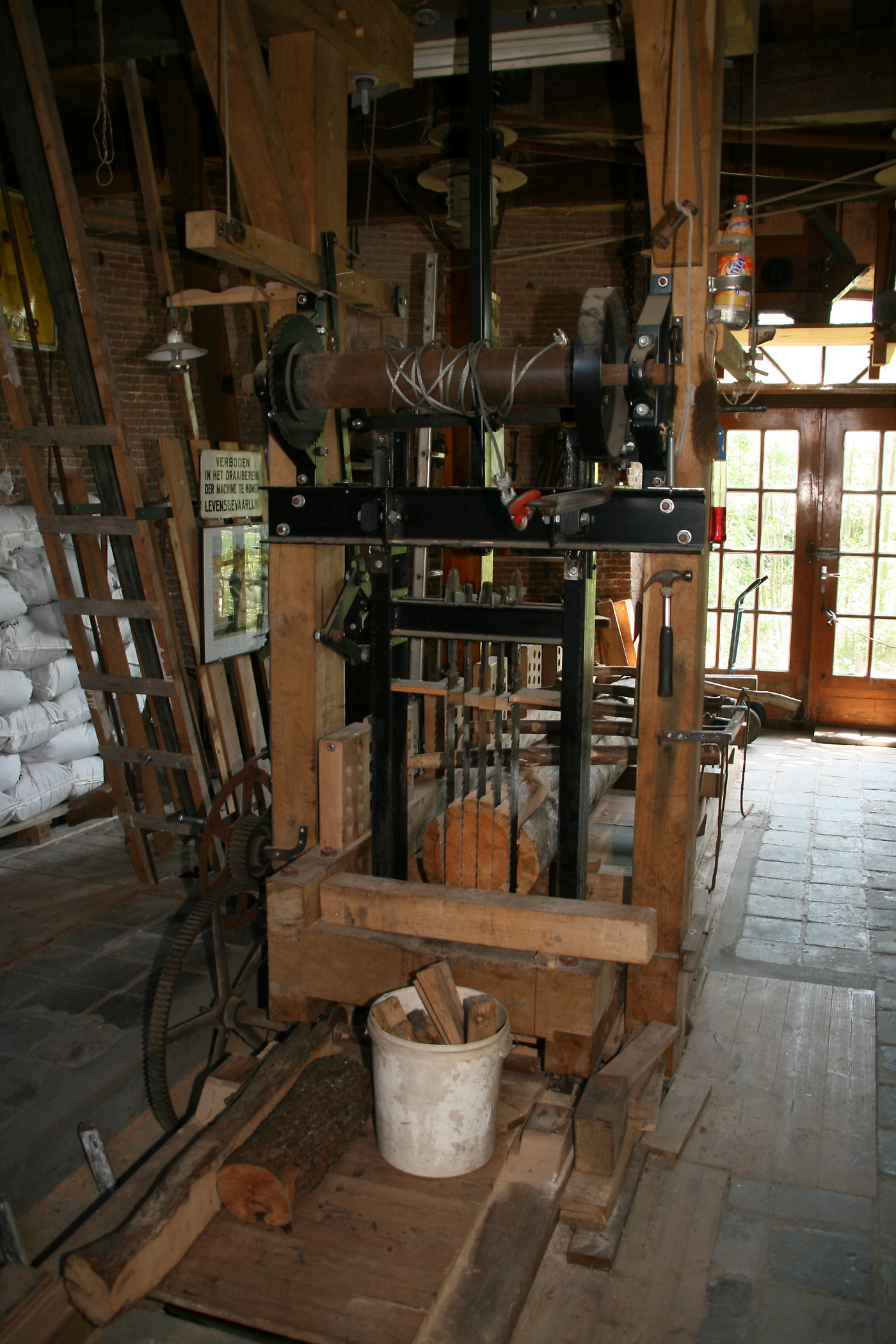
Zaagraam

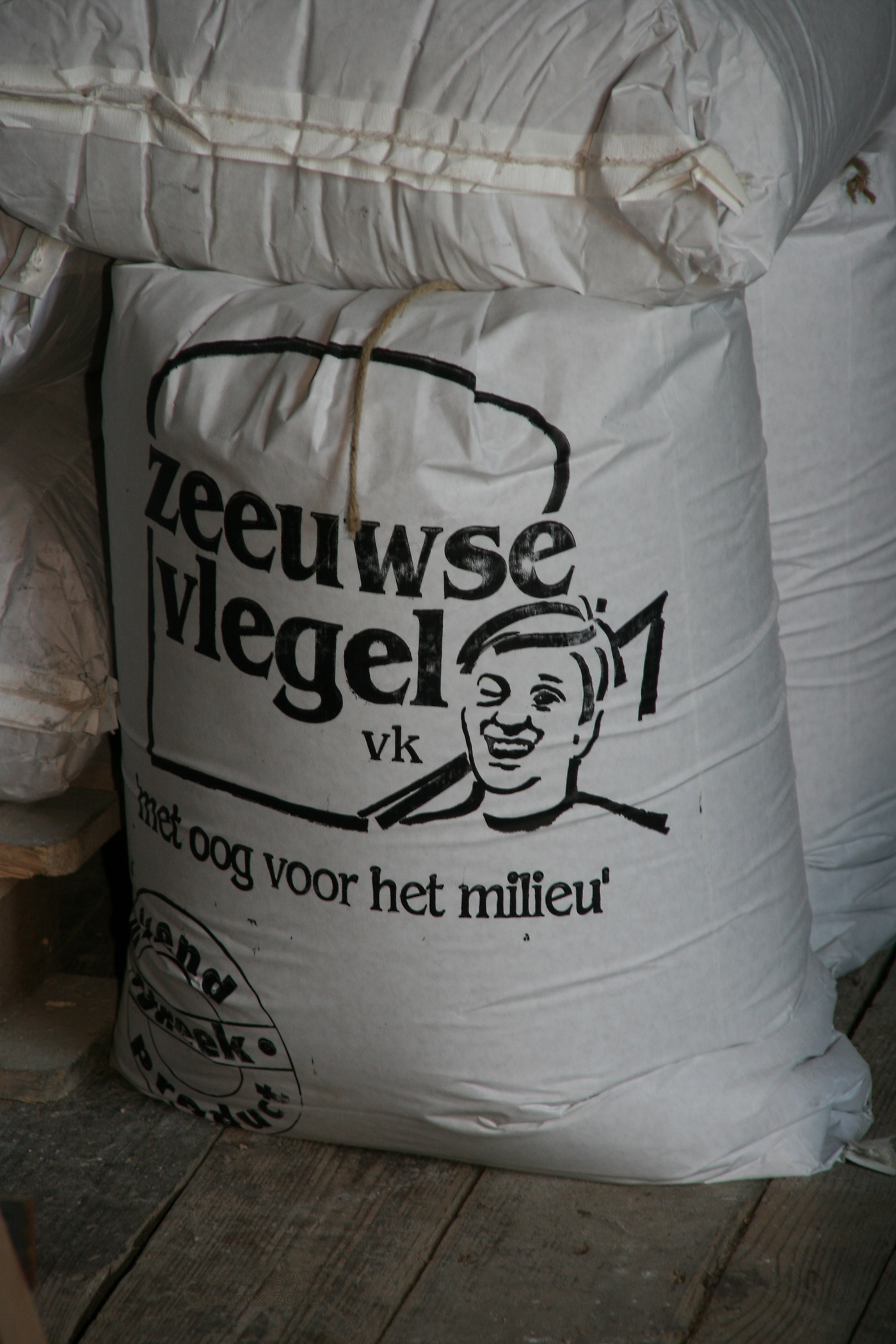
Zak "Zeeuwse Vlegel"
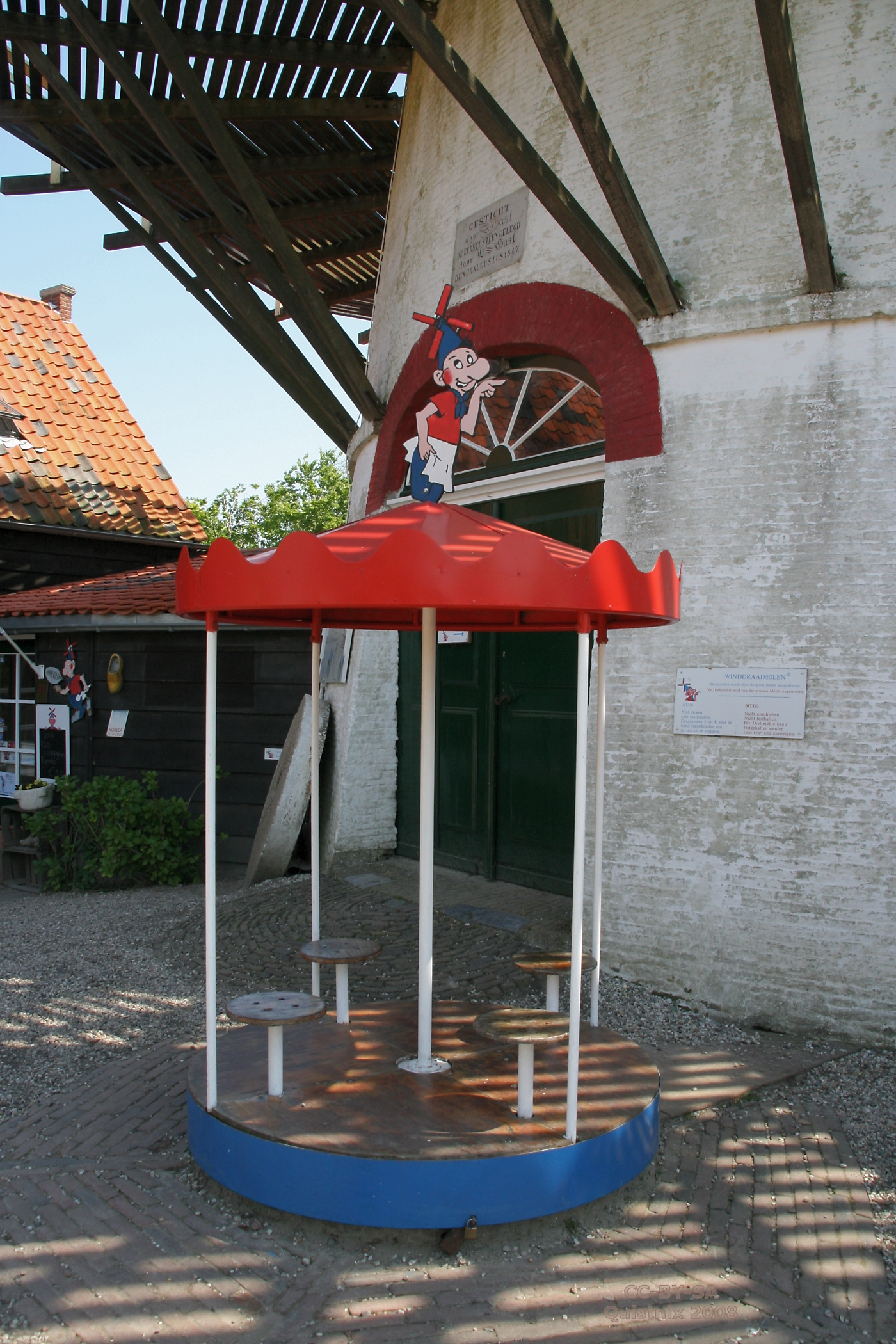
Draaimolentje